# Husinska buna (1980.)
Husinska buna, bosanskohercegovački povijesno-dramski igrani film u boji iz 1980. godine. Zvuk je mono. Snimljen je u produkciji TV Sarajevo. Tema filma je rudarska Husinska buna.

## Uloge
U filmu igraju: Dragan Jovičić, Bert Sotlar, Rejhan Demirdžić, Rudi Alvadj, Branislav Jerinić, Marko Todorović, Vlado Kerošević, Muharem Osmić, Žarko Mijatović, Dare Ulaga, Zvonko Zrnčić i drugi.